# Omanische Billie-Jean-King-Cup-Mannschaft
|                                              |
| Teilnahmen der Omanischen Fed-Cup-Mannschaft |

Die omanische Billie-Jean-King-Cup-Mannschaft ist die Tennisnationalmannschaft des Oman, die im Billie Jean King Cup eingesetzt wird. Der Billie Jean King Cup (bis 1995 Federation Cup, 1996 bis 2020 Fed Cup) ist der wichtigste Wettbewerb für Nationalmannschaften im Damentennis, analog dem Davis Cup bei den Herren.

## Geschichte
Das omanische Team nahm bislang dreimal am Billie Jean King Cup teil, 2011, 2012 und 2018.

## Spielerinnen der Mannschaft
(Stand: 1. August 2022)
| Spielerinnen       | Einsätze | Einsätze | Einsätze | Einsätze | Bilanz Sieg:Niederlage | Bilanz Sieg:Niederlage | Bilanz Sieg:Niederlage | Bilanz Sieg:Niederlage |
| Spielerinnen       | Erster   | Letzter  | Anzahl   | Jahre    | Einzel                 | Doppel                 | Gesamt                 |                        |
| ------------------ | -------- | -------- | -------- | -------- | ---------------------- | ---------------------- | ---------------------- | ---------------------- |
| Maryam Al-Balushi  | 2018     | 2018     | 2        | 1        | 00:2                   | 00:2                   | 00:4                   |                        |
| Sarah Al-Balushi   | 2011     | 2018     | 10       | 3        | 01:5                   | 05:4                   | 06:9                   |                        |
| Fatma Al-Nabhani   | 2011     | 2018     | 12       | 3        | 08:4                   | 05:3                   | 13:7                   |                        |
| Aisha Al-Suleimani | 2018     | 2018     | 2        | 1        | 00:1                   | 00:2                   | 00:3                   |                        |
| Maliha Al-Awaidy   | 2011     | 2012     | 6        | 2        | 00:5                   | 00:3                   | 00:8                   |                        |